# 龍田節
龍田 節（たつた みさお、1933年（昭和8年）9月6日 - 2022年（令和4年）4月7日）は、日本の法学者。専門は商法。弁護士。京都大学名誉教授。同志社大学大学院司法研究科特別客員教授。日本学士院会員。瑞宝重光章受章。兵庫県神戸市出身。大隅健一郎門下。弟子に川濱昇、前田雅弘、片木晴彦、泉水文雄など。

## 略歴
- 兵庫県立長田高等学校卒業。
- 1956年（昭和31年）
  - 京都大学法学部卒業
  - 京都大学法学部助手
- 1958年（昭和33年） 京都大学法学部専任講師
- 1959年（昭和34年） 京都大学法学部助教授
- 1966年（昭和41年）カリフォルニア大学バークレー校ロー・スクール修士課程修了 (LL.M)
- 1970年（昭和45年） 京都大学法学部教授
- 1992年（平成4年）京都大学大学院法学研究科教授
- 1997年 神戸学院大学法学部教授。弁護士登録[2]
- 2002年 同志社大学法学部教授
- 2004年 同志社大学法科大学院教授
- 2008年（平成20年）
  - 同志社大学退職。引き続き、同志社大学法科大学院特別客員教授
  - 日本学士院会員[3]
- 2010年 瑞宝重光章受章[4]

## 研究領域
- 商法、証券取引法[5]

## エピソード
当初文学部を志向したが、親に「経済学部の方が潰しがきく」といわれ、間をとって法学部に入学したという。

## 門下生
- 川濱昇
- 前田雅弘
- 片木晴彦
- 泉水文雄 - 公正取引委員会委員

## 学会・社会的活動
- 財団法人サントリー文化財団監事
- 住友生命保険相互会社取締役